# Araneus circe
Araneus circe es una especie de araña del género Araneus, tribu Araneini, familia Araneidae. Fue descrita científicamente por Audouin en 1826.
Se distribuye por Francia, Grecia, Italia, Croacia, Suiza, Austria, Turquía, Albania, Alemania, Federación Rusa, Ucrania, Bosnia y Herzegovina, España, Georgia, Montenegro, Polonia y Eslovenia. La especie se mantiene activa durante los meses de enero, marzo, abril, mayo, junio, julio, agosto y septiembre.